# دریاچه زارکول

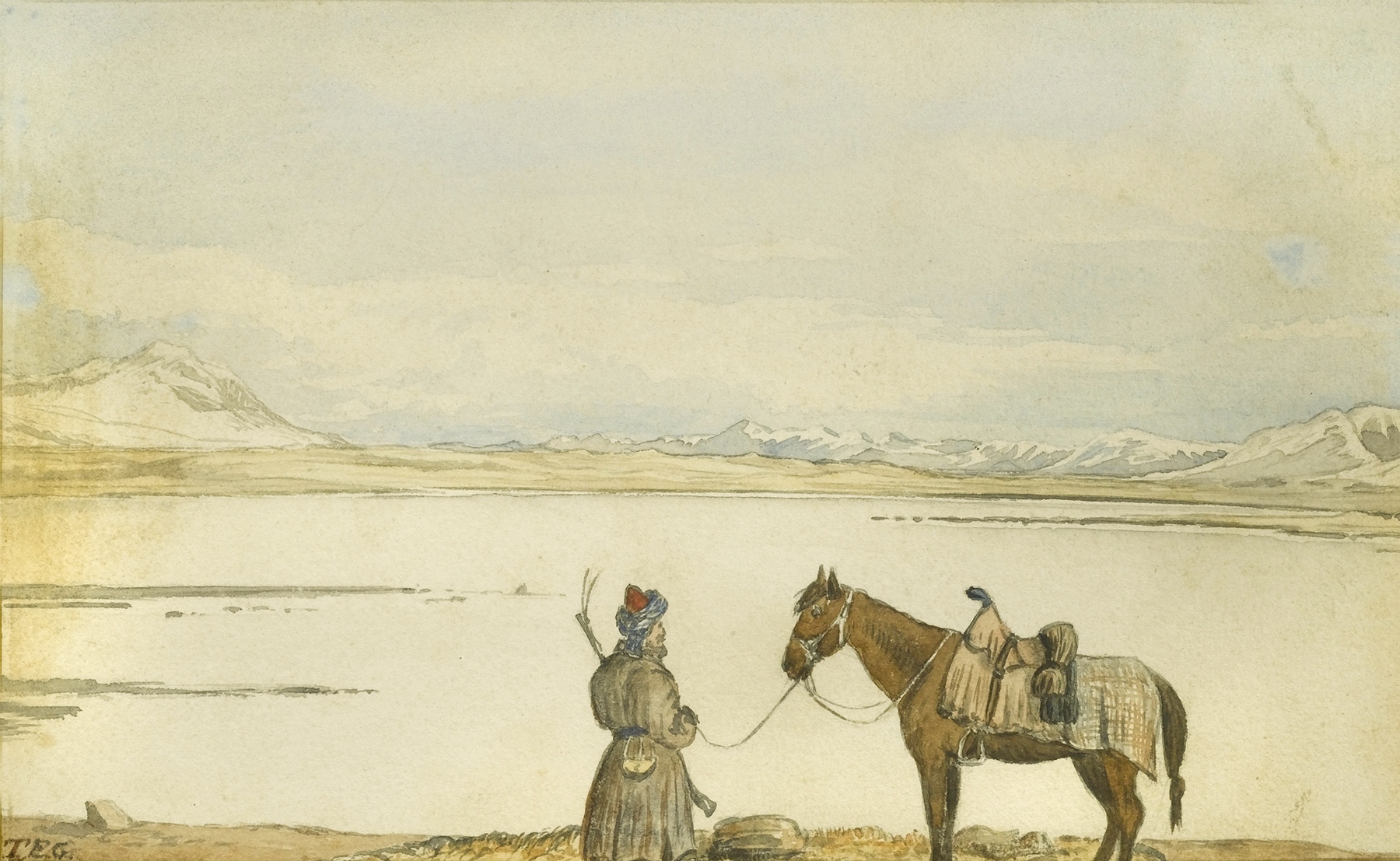
نقاشی از دریاچه در سال ۱۸۷۴ میلادی

زارکول (تاجیکی: Зоркӯл) یا سری کول دریاچه‌ای در کوه‌های پامیر است که در امتداد مرز بین ولسوالی واخان در ولایت بدخشان افغانستان و ولایت خودمختار بدخشان کوهستانی تاجیکستان قرار دارد. بخشی از پارک ملی دهلیز واخان افغانستان و پارک ملی پامیر تاجیکستان است.

## موقعیت جغرافیایی
دریاچه زارکول از شرق به غرب حدود ۲۵ کیلومتر (۱۶ مایل) امتداد دارد. مرز افغانستان و تاجیکستان در امتداد دریاچه از شرق به غرب می‌گذرد و به سمت جنوب به سمت قله کنکورد (۵۴۶۹ متر (۱۷۹۴۳ فوت))، در حدود ۱۵ کیلومتر (۹/۳ مایل) جنوب دریاچه می‌چرخد. بخش شمالی دریاچه در گورنو بدخشان قرار دارد که به عنوان بخشی از ذخیره‌گاه طبیعی زارکول محافظت می‌شود. از دریاچه، به سمت غرب، رود پامیر جریان دارد و مرز افغانستان و تاجیکستان را دنبال می‌کند که منبع آمودریا (رود آمو) است. پامیر بزرگ تا جنوب دریاچه امتداد دارد.

## تاریخچه
این دریاچه در مسیر جاده ابریشم قرار دارد. در اسناد تاریخی چین از آن به عنوان "استخر اژدها بزرگ" (به چینی: 大龍池) یاد می‌شد. این قلمرو در سال ۱۷۵۰ توسط احمدشاه درانی فتح شد و بخشی از امپراتوری درانی شد. این دریاچه و رود در سال ۱۸۹۵ به عنوان مرز جدید بین امپراتوری روسیه و امارت افغانستان ایجاد شد. یک معاهده دوستی عمومی بین دو قدرت امضا شد که در آن توافق شد که منطقه دریاچه ذخیره‌گاه طبیعی باشد و امپراتوری‌ها نیروهای نظامی ملی یا بین‌المللی را در فاصله معینی از مرز  و جوامع مستقر در آن منطقه ایجاد نکنند. 
اگرچه در گزارش مارکو پولو اشاره ای احتمالی به دریاچه وجود دارد، ولی اولین اروپایی شناخته شده که از دریاچه بازدید کرد، افسر نیروی دریایی بریتانیا، جان وود در سال ۱۸۳۸ بود. سر-ای-کل برای بریتانیایی‌ها به نام ملکه ویکتوریا به نام دریاچه ویکتوریا نامیده شد، اگرچه وود از نام بردن آن خودداری کرد. این دریاچه همچنین به عنوان "دریاچه ویکتوریا در پامیر" شناخته می‌شود تا آن را از دریاچه بسیار بزرگتر ویکتوریا در آفریقا متمایز کند.